# Ernestiopsis erigonopsidis
Ernestiopsis erigonopsidis är en tvåvingeart som beskrevs av Townsend 1931. Ernestiopsis erigonopsidis ingår i släktet Ernestiopsis och familjen parasitflugor. Inga underarter finns listade i Catalogue of Life.